# Австралия на летних Паралимпийских играх 1960
Австралия была одной из семнадцати стран, участвовавших в первых летних Паралимпийских играх 1960 года, которые проходили в Риме (Италия) с 18 по 25 сентября 1960.
Организаторы рассматривали первые летние Паралимпийские игры 1960 года как возможность помочь спортсменам в реабилитации: Основной целью были не соревнования. Австралийцы, участвовали в качестве вспомогательного персонала. Среди австралийских спортсменов не было слепых или ампутантов, поскольку они не были допущены к участию в этих играх и не будут допущены до летних Паралимпийских игр 1976.
На первых Паралимпийских играх спортсмены должны были выступать в нескольких видах спорта. Для австралийских спортсменов поездка на игры стала первой международной поездкой. В составе австралийской команды был врач, который часто выполнял функции менеджера команды. Большинство австралийских спортсменов путешествовали только с одной инвалидной коляской, на которой они выступали в нескольких видах спорта. Инвалидная коляска, в которой они выступали на Паралимпийских играх, была той-же которую они использовали в повседневной жизни.
Олимпийская деревня была спроектирована без учета интересов спортсменов-инвалидов. Жильё было построено на сваях, ко многим входам вели крутые лестницы. Эти лестницы были покрыты пандусами, но австралийские и другие спортсмены обнаружили, что пандусы настолько крутые, что они не могут попасть в здание без помощи одного или двух человек.
Австралия завоевала 3 золотые, 6 серебряных и 1 бронзовую медали в четырех видах спорта и заняла 7-е место в общем зачете, уступив Италии, Великобритании, Германии, Австрии, США и Норвегии.

## Медали

### Медалисты
| Медаль | Спортсмены                      | Соревнование      | Класс                                      |
| ------ | ------------------------------- | ----------------- | ------------------------------------------ |
| 1      | Росс Саттон                     | Стрельба из лука  | Men’s St. Nicholas Round                   |
| 1      | Дафна Сини                      | Плавание          | Women’s 50 m Crawl Complete Class 5        |
| 1      | Дафна Сини                      | Плавание          | Women’s 50 m Breaststroke Complete Class 5 |
| 2      | Дафна Сини                      | Стрельба из лука  | Women’s St. Nicholas Round                 |
| 2      | Фрэнк Понта                     | Лёгкая атлетика   | Men’s Precision Javelin Throw A            |
| 2      | Гэри Хупер                      | Лёгкая атлетика   | Men’s Precision Javelin Throw B            |
| 2      | Дафна Сини                      | Лёгкая атлетика   | Women’s Javelin Throw C                    |
| 2      | Дафна Сини                      | Лёгкая атлетика   | Women’s Club Throw C                       |
| 2      | Билл Мазер-Браун, Бруно Моретти | Настольный теннис | Men’s Doubles B                            |
| 3      | Дафна Сини                      | Лёгкая атлетика   | Women’s Shot Put C                         |